# Cosmopelma dentatum
Cosmopelma dentatum là một loài nhện trong họ Barychelidae. Loài này phân bố ờ Venezuela.